# 노트 (단위)
노트(Knot)는 한 시간에 1 해리(1.85km)의 거리를 운동한(움직인) 속력의 단위이다. 약자로 kt를 쓰기도 하지만 ISO 표준 기호는 kn이다. Knot를 표현할 때는 kt, kts, KT, kn, knot, knots, 노트, KTS 등등으로 쓰는 경우가 있다. 국제단위계에는 속하지 않지만 국제단위계와 함께 해양 또는 항공 분야에서 주로 사용된다.
선박과 항공기의 속도를 재는 단위이다. 1노트의 속도는 1시간에 경도 1분(1도의 1/60)을, 60노트의 속도는 1시간에 경도 1도 만큼 움직이는 것을 의도해서 정해졌었다. 위도와 경도를 기준으로 움직이는 선박과 항공기에서 항로를 예측하기에 편한 속도 단위인 것이다. 

## 정의
정확히 1 노트 = 1 해리/시간 = 1.852 km·h−1이다.
|                | m/s       | km/h     | mph (mi/h) | 노트      | fps (ft/s) |
| -------------- | --------- | -------- | ---------- | --------- | ---------- |
| 1 m/s =        | 1         | 3.6      | 2.236936*  | 1.943844* | 3.280840*  |
| 1 km/h =       | 0.277778* | 1        | 0.621371*  | 0.539957* | 0.911344*  |
| 1 mph (mi/h) = | 0.44704   | 1.609344 | 1          | 0.868976* | 1.466667*  |
| 1 노트 =       | 0.514444* | 1.852    | 1.150779*  | 1         | 1.687810*  |
| 1 fps (ft/s) = | 0.3048    | 1.09728  | 0.681818*  | 0.592484* | 1          |

 (* = 근사값)

## 변환
1 노트는 다음과 같다:
- 101.268591 피트/분
- 1.687810 피트/초
- 0.51444444 미터 매 초 (m·s−1)
- 1.852 킬로미터 매 시 (km·h−1) (정확히)
- 1.150779 (법정) 마일 매 시

## 같이 보기
- 미터 매 초
- 킬로미터 매 시간